# Wadanohara and the Great Blue Sea
Wadanohara and the Great Blue Sea (大海原と大海原 Oōnabara to Wadanohara) ist ein Videospiel aus dem Jahr 2013 vom Entwickler Deep-Sea Prisoner, das mithilfe des RPG Maker 2000 programmiert wurde. Das Spiel erfuhr 2015 eine Umsetzung als Manga.

## Handlung
Die junge Wasserhexe Wadanohara und ihre Freunde Fumika, Dolphi und Memoca kehren nach einer langen Reise an der Oberfläche zurück in das Deep Sea Kingdom, wobei der Haijunge Samekichi versucht, sie von ihrer Rückkehr abzuhalten. Es stellt sich heraus, dass ein anderes Königreich in das Deep Sea Kingdom einfallen und es zu erobern will. Wadanohara macht sich mit ihren Freunden erneut auf dem Weg, um sechs Orbs zu reparieren, die für den Schutz ihrer Heimat sorgen.
Es stellt sich später heraus, dass die Eroberung des Deep Sea Kingdom durch das Königreich Totsusa eine Intrige der Armee des Sea of Death ist, die den Streit zwischen den beiden Königreichen angezettelt haben, um selbst die Macht über das Deep Sea Kingdom zu erlangen.
Erschwerend hinzu kommt, dass Wadanohara ihr Gedächtnis verloren hat und sich auf die Suche nach möglichen Hinweisen für ihren Gedächtnisverlust machen muss.

## Spielprinzip und Technik
Bei Wadanohara and the Great Blue Sea handelt es sich um ein Fantasy-Rollenspiel, in dem der Spieler mithilfe der Tastatur die Charaktere steuern kann. Die Spielwelt ist weitgehend linear gehalten, wechselt aber ab und zu in eine offen erkundbare Welt. Das Kampfsystem ist rundenbasiert und die Charaktere können durch gewonnene Kämpfe stärker werden. Es ist möglich, die Charaktere mit Rüstung und Waffen auszustatten, um die Kampfkraft zu erhöhen. Auch sind die spielbaren Charaktere in der Lage Magie einzusetzen.
Das Spiel wurde mithilfe des RPG Maker 2000 für Windows-Systeme programmiert, ist aber unter bestimmten Umständen auch auf dem MacOS spielbar.

## Manga

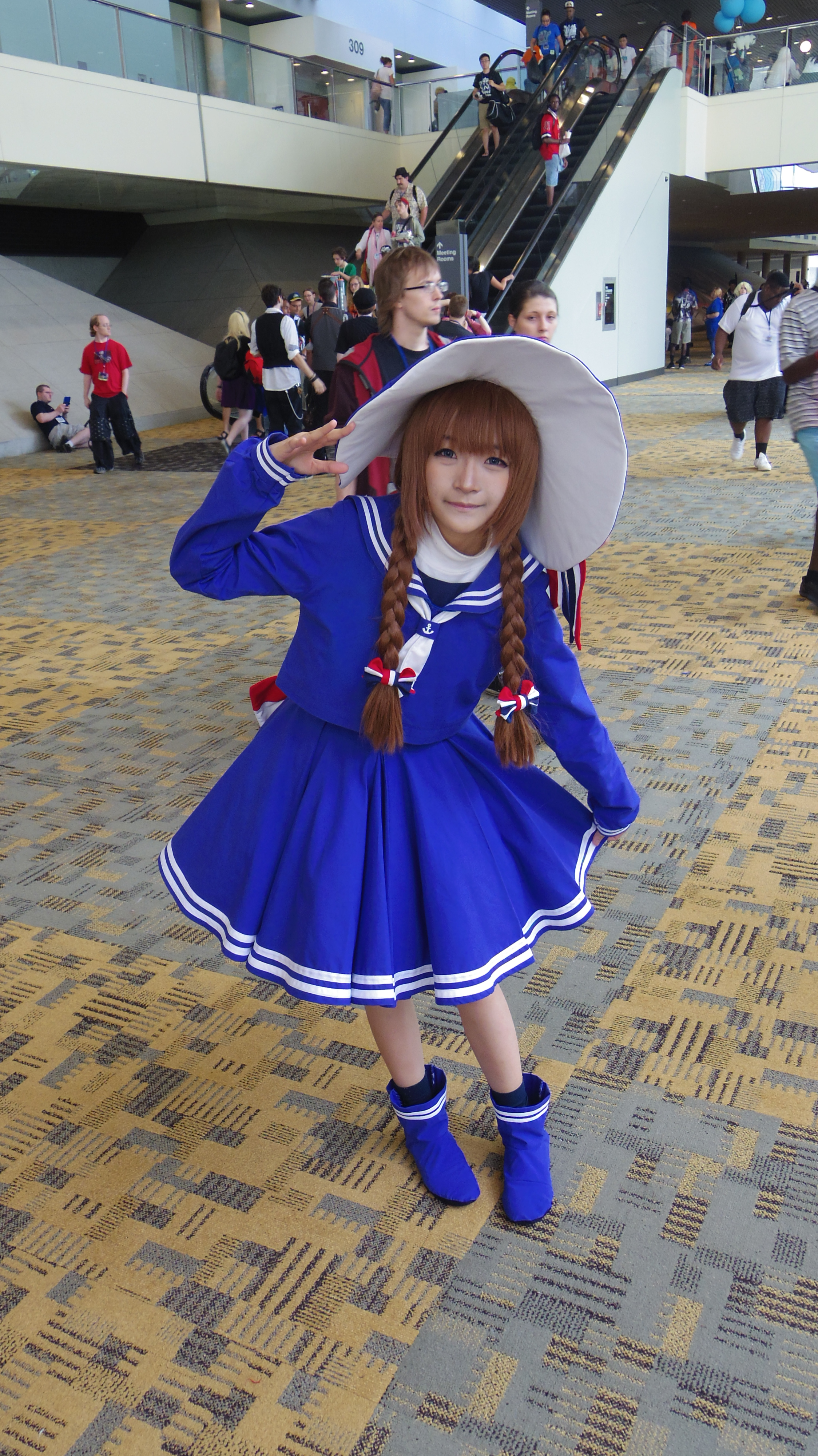
Cosplayerin als Wadanohara auf der Otakon, 2015.

Im August des Jahres 2015 veröffentlichte der Entwickler des Spiels, Kaitei Shujin, auch bekannt als Deep-Sea Prisoner, eine Adaption als Manga online über Gene Pixiv, ehe etwas später eine Umsetzung als Taschenbuch durch Kadokawa Shoten erfolgte.
Im Jahr 2017 wurde angekündigt, dass Wadanohara and the Great Blue Sea von Seven Seas Entertainment für den englischsprachigen Markt lizenziert wurde. Der komplette Manga erschien in einem einzigen Band im Juli 2017.
Comicautor Chris Butcher wählte während einer Diskussionsrunde der schlechtesten und besten Mangas des Jahres 2018 auf der San Diego Comic-Con International Wadanohara and the Great Blue Sea zum schlechtesten Manga für jedermann.

## Altersfreigabe
In Deutschland liegt keine offizielle Altersfreigabe für Wadanohara and the Great Blue Sea durch die Unterhaltungssoftware Selbstkontrolle (USK) vor. Der Programmierer des Spiels selbst aber stellte aufgrund diverser Darstellungen in den diversen möglichen Enden des Spiels eine Altersempfehlung ab 15 Jahren und älter aus. Kadokawa indes nahm für die Manga-Adaptation ein Ende, das für Leser jeden Alters geeignet ist. Auf VGPerson.com wurde eine Altersempfehlung ab 18 ausgesprochen, da extreme Szenarien wie sexueller Missbrauch und Gewalt im späteren Verlauf des Spiels zumindest angedeutet werden.